# 5128 Wakabayashi
5128 Wakabayashi è un asteroide della fascia principale. Scoperto nel 1989, presenta un'orbita caratterizzata da un semiasse maggiore pari a 2,7671010 UA e da un'eccentricità di 0,1423461, inclinata di 6,95704° rispetto all'eclittica.